# Benifaió
Benifaió és un municipi del País Valencià, situat a la comarca de la Ribera Alta. Té 11.930 habitants (INE 2018). Històricament ha rebut també el nom de "Benifaió d'Espioca" en relació amb la parròquia a la qual va pertànyer després de la conquesta, i de "Benifaió de Falcó", per la família dels Falcó de Belaochaga, senyors de Benifaió entre 1612 i 1872.

## Geografia
La població està situada a 22 kilòmetres al sud de la ciutat de València, a l'extrem nord-oriental de la Ribera Alta, llindant amb la Ribera Baixa i l'Horta Sud. Des de València, per carretera, s'arriba a la localitat a través de l'A-7, prenent després la carretera autonòmica CV-520. També compta amb estació de ferrocarril de la línia C-2 de Rodalies València (RENFE). Pel seu terme, que històricament creuà la Via Augusta, passen també les carreteres nacional N-340 i la comarcal CV-3320, així com la línia 1 de Metrovalència amb estació a la Font de l'Almaguer.

### Localitats limítrofes
El terme municipal de Benifaió limita amb Alfarb i Alginet (a la mateixa comarca); amb Almussafes i Sollana (a la Ribera Baixa); i amb Picassent (a l'Horta Sud).

## Toponímia
El nom de Benifaio prové de la denominació de l'alqueria àrab, i està format per beni ("fills") i Hayyún, nom de família musulmana, usual també a terres cristianes.

## Història
Hi ha indicis de poblament de l'Epipaleolític (10.000 a 8.000 anys) a la Font de l'Almaguer, als límits amb el terme d'Alfarb. També s'han trobat restes de l'Eneolític a les partides de la Paridera, al Pla de les Clotxes i fins i tot al nucli urbà, concretament una destral de pedra polida. També a la Font de l'Almaguer hi ha restes del Bronze. A la Font de Mussa hi ha vestigis de població Eneolítica, puntes de sílex i material lític divers.
Pel que fa a la romanització, destaca l'existència d'una vil·la rústica romana, ocupada entre els segles I al IV dC, segons les diverses restes numismàtiques i ceràmiques. La vila romana s'alçava sobre un petit turó a prop de la citada Font de Mussa, on es documenten troballes arqueològiques des del segle xix. L'any 1922, Nicolau Primitiu Gómez Serrano va donar a conéixer la troballa d'una ara romana amb una inscripció dedicada al déu Mitra. L'any 2001, en el transcurs d'unes obres de gasificació, aparegué un esplèndid mosaic (segles I-II) que actualment està exposat en un lloc destacat del Museu de Prehistòria de València.
De la civilització islàmica destaca la pervivència de dues torres vigia de l'època almohade (segles xi i xii): la Torre de l'Horta o de Mussa, situada als voltants de la font homònima, posteriorment modificada i adaptada com a palomar, i la Torre de la Plaça, alçada al vell mig d'una illa de cases entorn de les actuals places Major, Progrés i de l'Àngel, circumdant el nucli primigeni de l'alqueria islàmica.
Després de la conquesta cristiana, Benifaió formà part, eclesiàsticament, de la parròquia d'Espioca, amb Alginet i Almussafes, fins que passà a ocupar la seu parroquial pel despoblament que va sofrir Espioca. Posteriorment es disgregaren de Benifaió la parròquia d'Alginet, en agost de 1537, així com la d'Almussafes, que es desmembrà com a parròquia definitivament en 1788.
El lloc, d'origen islàmic (Beni Hayyén), apareix citat el 13 de juny de 1238 en el Llibre del Repartiment com una de les deu alqueries donades per Jaume I a cavallers de Barcelona que l'acompanyaren en la conquesta de la zona. Al novembre de l'any 1304 Jaume el Just va lliurar el terç delme de Benifaió al ciutadà de València Bertomeu Matoses. A la seua mort en 1338 el rei Pere el Cerimoniós fa donació, mentre visca, del terç delme reial dels llocs de Benifaió, Alginet i Cotes, a Pardo de la Casta.
El descendent homònim, Bertomeu Matoses, es documenta com a senyor de Benifaió en 1345 en un plet entre el senyor d'Almussafes, en Raimon Escorna i els seus vassalls, i el senyor de Benifaió, en Bertomeu Matoses i els seus, amb motiu de dirimir els límits del terme i per les aigües de rec procedents de la font del Raval.
Condemnat a mort per la seua adscripció unionista, el rei Pere III li'l va confiscar, i el va vendre com a senyoriu, l'any 1349 a Maria Lladró de Vidaure per 110.000 sous, amb el terç delme i la propietat del castell, els seus vassalls, forns, molins i d'altres regalies. Lladró va fer donació del senyoriu al seu fill Ramon de Vilanova, vescomte de Xelva (+ ca. 1406).
A finals del segle xiv, el senyoriu de Benifaió pertangué a Bernat d'Alpicat, savi en dret, documentat com a senyor de Benifaió en 1385, en un conflicte amb el lloc d'Almussafes per la construcció d'un molí i la corresponent séquia per al desguàs. En l'any 1396 apareix regestat per primera vegada el seu fill, Joan d'Alpicat, com a senyor del poble, i al seu testament de 17 d'octubre de 1397, passa a mans de la seua filla major, Isabel d'Alpicat. El senyoriu de Benifaió passà a la família Jofré, en contraure matrimoni (entre 1413 i 1419) Isabel d'Alpicat amb Jaume Jofré, membre d'una família patrícia valenciana recentment ennoblida, amb residència a la parròquia de Sant Bertomeu de València. Jaume Jofré es documenta com a senyor de Benifaió al contracte que les universitats de Benifaió i Almussafes signaren amb el pintor Gonçal Peris en 1435 per a la realització d'un retaule per a la parròquia de Sant Pere de Benifaió.
El senyoriu i jurisdicció de Benifaió passaren a mans dels Jofré, successivament a Lluís Jofré i d'Alpicat, casat amb Aldonça Escorna, documentat en 1458, en un conflicte novament amb el poble veí d'Almussafes, pels límits del bovalar; al seu fill Nicolau Jofré, casat amb Joanna Estellés, es documenta també com a senyor de Benifaió en 1506, en una venda d'una casa que posseïen a València. Posteriorment, Benifaió va pertànyer al seu fill Jeroni Jofré, casat amb Andreua Vilarragut, ambdós documentats en un procés de “ferma de dret” pel qual reclamava els drets feudals de la senyoria, heretats de son pare. El senyoriu de Benifaió passà al fill de Jeroni, Miquel Jofré, legitimat en 1585 “...Don Miquel Jofré, hijo de don Gerónimo Sllava y de Jofré, señor de Benifayó, siendo éste casado, tuvo a aquel con una muger suelta”. Miquel Jofré va contraure matrimoni amb Caterina Figuerola.
Hereu dels deutes deixats per son pare, com a garant a l'administració del comtat d'Oliva, Miquel Jofré es trobà obligat a firmar una concòrdia amb Carles de Borja, duc de Gandia, reconeixent un deute superior a les 17.000 lliures, i en la qual donava la possessió del senyoriu de Benifaió al duc de Gandia. Tanmateix, el poble es va negar a prestar-li cap reconeixement de vassallatge, sense la prèvia autorització de la Reial Audiència valenciana. Este tribunal havia procedit a subhastar la població, prèvia taxació pericial, per a liquidar els deutes del darrer Jofré, procés que es trobà postergat per la conjuntura de l'expulsió dels moriscs en 1609. Finalment ja superada la crisi fini secular, la sentència de la Reial Audiència de València de 16 de febrer de 1612 concedia el senyoriu i la jurisdicció de Benifaió, per 27.000 lliures, a favor de Miquel Falcó de Belaochaga.
Des d'esta data, els Falcó de Belaochaga foren els senyors territorials i jurisdiccionals de Benifaió. Miquel Falcó va estar armat cavaller i aconseguí el reconeixement de noblesa l'1 d'agost de 1615. L'Any 1623 cedia el senyoriu, amb les millores incorporades, mitjançant la fundació d'un vincle a favor del seu fill primogènit, Joan Baptista Falcó de Belaochaga, en contemplació de matrimoni amb Joanna Anna Ferrer i del Milà, filla de don Pere Ferrer i de María del Milà. En esta donació, Miquel Falcó de Belaochaga fundava un vincle d'estricta agnació i primogenitura. En les Corts Valencianes de 1626 l'església parroquial va demanar exempció de pagar el dret d'amortització i segell de 800 lliures.
El tercer senyor de Benifaió, Josep Falcó de Belaochaga i Ferrer, heretà el senyoriu a la mort de son pare. Durant el seu senyoriu, les rendes de Benifaió quedaren confiscades parcialment per a fer front als deutes que Josep Falcó hagué de fer front en l'administració de les carns del cap i casal. Mor a Benifaió, en novembre de 1707, mesos després de la batalla d'Almansa i l'adveniment dels Borbons.
El seu fill primogènit i hereu, Joan Falcó de Belaochaga i Casp, havia lluitat amb els austriacistes i es trobava fugat a Barcelona. És per això que el jutge de confiscacions Melcior de Macanaz procedí a la confiscació de les rendes senyorials de Benifaio, per delicte de lesa majestat. Pocs mesos després, el seu germà, Antoni Falcó de Berlaochaga i Casp, combatent al bàndol borbònic, reclamà les rendes confiscades i recuperà per a la família la baronia de Benifaió en 1708.
Mort Antoni Falcó sense descendència, la baronia de Benifaió passà a mans del seu germà Francesc, que també va morir sense descendència en 1714, provocant que novament fora hereu el germà, Pere Miquel (+1731) i després el seu fill, Vicent Falcó de Belaochaga y García de Tardajos, hereu també d'un segon vincle fundat pel seu avi en 1630, al morir sense descendència Fèlix Falcó de Belaochaga i Blanes.
En 1744 el poble inicià un plet contra el seu senyor per la propietat de l'escrivania de l'Ajuntament. En 1767 el duc d'Hixer, senyor de Sollana, ordenà la prolongació de la Séquia Reial del Xúquer la qual cosa beneficià els cultius de Benifaió, on es configura una elit de terratinents al voltant de l'extensió del conreu de l'arròs. En 1770 es va encetar la construcció de l'actual temple parroquial, dedicat a sant Pere apòstol.
Mort Vicent Falcó sense descendència masculina, el vincle passà al seu nebot Pascual Falcó de Belaochaga i Pujades per sentència de 1785. Casat amb Mª Concepción Valcárcel i Pascual de Povil, hereva a la mort del seu germà Antoni Valcárcel, dels títols de marquesa de Castel Rodrigo, princesa Pio de Saboya, marquesa d'Almonacid de los Oteros, duquesa de Nochera i comtesa de Lumiares.
Així, el títol de baró de Benifaió recau en el seu fill primogènit, Pascual Falcó i Valcárcel, príncep Pio de Saboya (1795-Florència, 1839) mort sense successió, i en el seu germà Joan Falcó i Valcárcel (València, 1797-Baiona, 1873), qui va redimir els censos en 1872, poc abans de morir. El darrer baró efectiu de Benifaió fou el seu fill menor, Juli Falcó d'Adda (Milà, 1834), senador, que va morir sense successió en San Pedro del Pinatar (Múrcia) en 1899.
Les revoltes antisenyorials de caràcter popular produïdes en 1801 a la Ribera continuen, amb el caràcter antifeudal als plets iniciats en 1744. Nogensmenys, el procés més important va encetar-se en 1838, davant la Reial Audiència, sobre la titularitat de les possessions del senyoriu que desembocà en la reacció del senyor, que presentant còpia de la compra de 1349, aconseguí sentència al seu favor, després de diferents recursos, en 1867, per la qual es declarava que el senyoriu territorial de Benifaió no era incorporable a la nació i que el comú de veïns i terratinents estaven obligats al pagament de prestacions i censos com era de costum. Així les coses, i prèvies diverses juntes municipals, el 28 de setembre 1872 els veïns compren als Falcó, per 75.000 pessetes o 300.000 reals de velló, els drets senyorials, amb l'acord de pagament en un termini de 10 anys. El municipi roman lliure de càrregues i canvia l'afegit “de Falcó” pel “d'Espioca”. Mentrestant, l'Ajuntament de Benifaió comprava en 1849 una part de la nomenada "casa-castillo" al senyor de Benifaió amb la intenció d'habilitar-la com a consistori, locals per a escoles, habitacions per als mestres, presó i cambres per al pregoner, pel preu de 9.000 reals. En febrer de 1873, redimits els censos, enviava al governador de València l'expedient per a la construcció de l'Ajuntament.
L'1 de maig de 1853 amb l'obertura del tram Alzira-Benifaió de la Societat de Ferrocarrils del Grau de València a Xàtiva, que arribava a València.

### Sentència de Benifaió
Com a Sentència de Benifaió es coneix la sentència del Tribunal Suprem (Sala contenciosa administrativa, Secció 4a), de 21 setembre 1998, que va deixar sense efecte l'Acord Plenari de l'Ajuntament de Benifaió, de 26 abril de 1988, pel qual es disposa que els escrits interns en valencià s'adequaran a la norma ortogràfica que dicte l'Acadèmia de Cultura Valenciana. El recurs va ser presentat per Vicent Duart Gadea, regidor per la Unitat del Poble Valencià i el BLOC fins a l'any 2009. El Tribunal Suprem confirmava la sentència núm. 335/1992, dictada, amb data 10 març 1992, per la Sala contenciosa administrativa del Tribunal Superior de Justícia de la Comunitat Valenciana. La sentència va tindre una gran repercussió mediàtica en el seu dia. L'alcaldia estava en mans de Vicente Choví d'Unió Valenciana.

## Demografia

### Demografia històrica
Les primeres dades documentades sobre el poblament de Benifaió es remunten al segle xv. Tant a les Corts d'Oriola de 1488 com a les actes de cort de 1490 i als censos de 1493-1496, a Benifaió es registren 48 “focs” o cases, aproximadament 216 habitants.
Ja al segle xvi, el cens de 1510 recull a Benifaió un cens de 54 focs, mentre que el cens de 1565 es registren 45 cases (poc més de 200 habitants).
Per al segle xvii i seguint la Relación de las casas de christianos viejos y nuevos que ay en las ciudades, villas y lugares deste Reyno de Valencia… año 1609, coneguda com el “Cens de Caracena”, a Benifaió es registren 62 veïns (cases o foc, aproximadament 280 habitants) tots ells considerats cristians vells. Estes dades coincidixen amb la informació, publicada també en 1609 per Gaspar Joan Escolano, segons la qual Benifaió comptaria amb més de 60 veïns, en data no coneguda, però considerada sempre anterior a l'expulsió dels moriscs, i sense especificar la seua confessió religiosa. Una exígua població que es mantingué al llarg de les èpoques medieval i moderna, fet que ens permet d'afirmar no comptava amb poblament morisc significatiu. Encara en 1646, dins el Vecindario del reino de Valencia… es recull l'existència a Benifaió de sols 54 cases (aproximadament 240 ànimes).
Una nova dada demogràfica de 1692, la Real Pragmática sanción, para que en este Reyno de Valencia se forme un nuevo Batallón, con nombre de Milicia efectiva de la Custodia del Reyno… promulgada el 26 de febrer de 1692, atribuïx a Benifaió la quantitat de 48 focs (218 habitants).
Entre 1712 i 1713 es confecciona Vecindario de Campoflorido, de caràcter econòmic, ja que serviria per a assignar la recaptació de l'equivalent (fet que ha portat a dubtar del seu contingut) en el qual es troba Benifaió amb 42 contribuents (aproximadament 190 habitants).
Un lleuger increment poblacional es pot observar al Padrón para el Equivalente de 1730, on apareixen anotats a Benifaió 63 veïns (aproximadament 280 ànimes).
A partir de la segona meitat del segle xviii (l'època de l'apogeu del conreu de l'arròs i de l'arribada de les aigües de la Séquia Reial del Xúquer) es registra, com a d'altres poblacions valencianes, un notable increment poblacional. Així, amb el conegut com a  Cens d'Aranda de 1768, realitzat a instància de Carles III i confeccionat per l'administració eclesiàstica, a Benifaió queden registrats 902 habitants. Poc després, el  Cens de Floridablanca, de 1786, recull les dades de 1.068 habitants.
Antoni Josep Cavanilles anotà també este increment poblacional a les seues Observaciones…. Així, citava que, mentre en 1740 Benifaió no tenia més de 130 veïns (520 hab.), entre 1793 i 1794 advertia que ja comptava amb 260 veïns (1.040 habitants).
Seguint els Datos Oficiales de 1842…, basats en registres dels partits judicials i recollits al Diccionario… de Pasqual Madoz, Benifaió comptaria ja amb 393 veïns, que sumarien 1.131 habitants.
Després de l'arribada del ferrocarril en desembre de 1852 es va produir una nova explosió demogràfica. Quinze anys després, Benifaió havia duplicat la seua població. Segons el cens de 1857, decretat per Isabel II el 14 de març d'aquell any, a Benifaió hi havia 2.814 habitants registrats. Tres anys després, Benifaió tenia 2.939 habitants.

### Evolució demogràfica recent
| 1990   | 1992   | 1994   | 1996   | 1998   | 2000   | 2002   | 2004   | 2005   | 2007   | 2008   | 2009   | 2010   | 2011   | 2012   | 2013   | 2014   | 2015   | 2016   | 2017   | 2018   |
| ------ | ------ | ------ | ------ | ------ | ------ | ------ | ------ | ------ | ------ | ------ | ------ | ------ | ------ | ------ | ------ | ------ | ------ | ------ | ------ | ------ |
| 12.263 | 11.986 | 12.480 | 12.178 | 12.120 | 12.059 | 12.172 | 12.254 | 12.208 | 12.204 | 12.119 | 12.204 | 12.220 | 12.117 | 11.965 | 11.830 | 11.819 | 11.913 | 11.903 | 11.956 | 11.930 |

## Economia

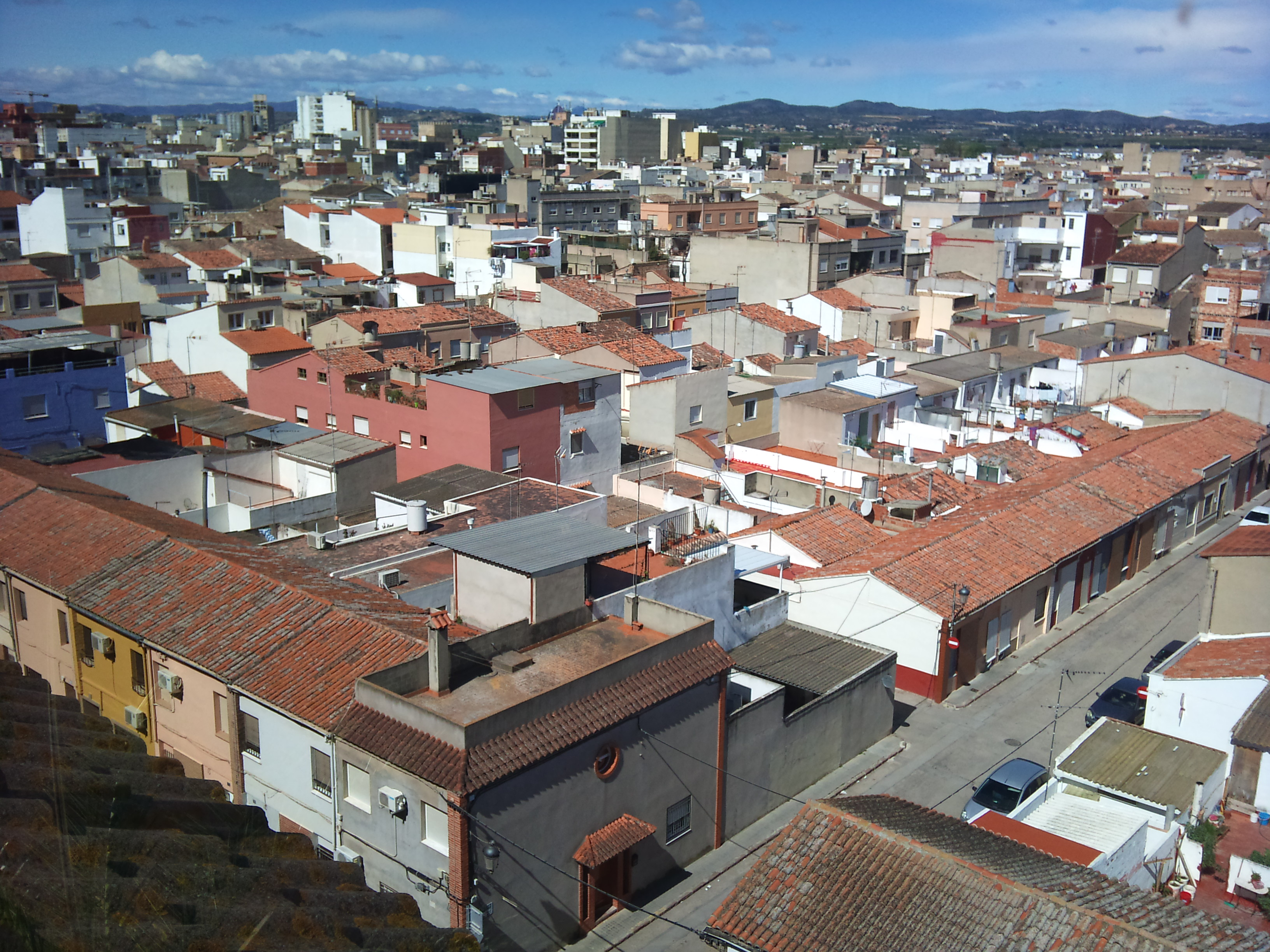
Vista global de la localitat.

Dedicada fonamentalment a la indústria, en el municipi es troben empreses de pes en el sector agroalimentari: Choví SL o Roquette Laisa. Per la seua proximitat a Almussafes, molts benifaionencs i empreses del poble treballen per la Factoria Ford d'Almussafes.
Al poble va estar present també l'empresa Papas Vicente Vidal, fundada per un veí del poble, fins que l'any 2011 va ser venuda.
Pel que fa a l'agricultura, predomina el cultiu del taronger i d'altres cítrics. Els agricultors de Benifaió, tradicionalment, han treballat les terres fora del seu terme municipal, xicotet amb comparació d'altres, com Picassent o Sollana.

## Política i govern

### Composició de la Corporació Municipal
El Ple de l'ajuntament està format per 17 regidors. En les eleccions municipals de 28 de maig de 2023 foren elegits 9 regidors del Partit Socialista del País Valencià (PSPV-PSOE), 5 del Partit Popular (PP), 2 de Compromís per Benifaió i 1 de Vox.
| Eleccions municipals de 28 de maig de 2023 - Benifaió |                                           |                                     |                                     |        |          |          |
| Candidatura | Candidatura                               | Candidatura                         | Cap de llista                       | Vots   | Vots     | Regidors |
| | Partit Socialista del País Valencià-PSOE  |                                     | Marta Ortiz Martínez                | 3.112  | 46,53%   | 9 (-2)   |
| | Partit Popular de la Comunitat Valenciana |                                     | Carmen Vercher Ferrer               | 1.947  | 30,36%   | 5 (+2)   |
| | Compromís per Benifaió                    |                                     | Marta Grau Rovira                   | 1.002  | 15,62%   | 2        |
| | Vox                                       |                                     | Gustavo Lobato Clara                | 352    | 5,49%    | 1 (+ 1)  |
| | Vots en blanc                             |                                     |                                     | 72     | 1,09%    |          |
| Total vots vàlids i regidors | Total vots vàlids i regidors              | Total vots vàlids i regidors        | Total vots vàlids i regidors        | 6.557  | 100 %    | 17       |
| | Vots nuls                                 | Vots nuls                           | Vots nuls                           | 72     | 1,09%    |          |
| Participació (vots vàlids més nuls) | Participació (vots vàlids més nuls)       | Participació (vots vàlids més nuls) | Participació (vots vàlids més nuls) | 6..557 | 71,24%** |          |
| Abstenció | Abstenció                                 | Abstenció                           | Abstenció                           | 2.646* | 28,75%** |          |
| Total cens electoral | Total cens electoral                      | Total cens electoral                | Total cens electoral                | 9.203* | 100 %**  |          |
| Alcaldessa: Marta Ortiz Martínez (PSPV) (17/06/2023) Per majoria absoluta dels vots dels regidors (9 vots de PSPV)                                         |                                           |                                     |                                     |        |          |          |
| Fonts: Ministeri de l'Interior, Junta Electoral de Zona d'Alzira. Periòdic Ara. (* No són vots sinó electors. ** Percentatge respecte del cens electoral.) |                                           |                                     |                                     |        |          |          |

### Alcaldes
Des de 2015 l'alcaldessa de Benifaió és Marta Ortiz Martínez (PSPV).
| Període                       | Alcalde o alcaldessa                                | Partit polític    | Data de possessió     | Observacions                   |
| ----------------------------- | --------------------------------------------------- | ----------------- | --------------------- | ------------------------------ |
| 1979–1983                     | Francisco Sanchis Baltasar                          | PSPV-PSOE         | 19/04/1979            | --                             |
| 1983–1987                     | Francisco Sanchis Baltasar                          | PSPV-PSOE         | 28/05/1983            | Majoria absoluta.              |
| 1987–1991                     | Vicente Choví Añó                                   | UV                | 30/06/1987            | --                             |
| 1991–1995                     | Vicente Choví Añó                                   | UV                | 15/06/1991            | --                             |
| 1995–1999                     | Vicente Fort Torregrosa                             | PP                | 17/06/1995            | --                             |
| 1999–2003                     | Matilde Ferrá Perelló Jesús Tortosa Llopis          | Bloc-EV PSPV-PSOE | 03/07/1999 03/01/2002 | Pacte de Govern                |
| 2003–2007                     | Jesús Tortosa Llopis Mª Desamparados Arcís Martínez | PSPV-PSOE PP      | 14/06/2003 14/03/2005 | Moció de censura PP+Bloc-EV -- |
| 2007–2011                     | Mª Desamparados Arcís Martínez                      | PP                | 16/06/2007            | Majoria absoluta               |
| 2011–2015                     | Mª Desamparados Arcís Martínez                      | PP                | 11/06/2011            | --                             |
| 2015–2019                     | Marta Ortiz Martínez                                | PSPV-PSOE         | 13/06/2015            | --                             |
| 2019-2023                     | Marta Ortiz Martínez                                | PSPV-PSOE         | 15/06/2019            | Majoria absoluta.              |
| Des de 2023                   | Marta Ortiz Martínez                                | PSPV-PSOE         | 17/06/2023            | Majoría absoluta.              |
| Fonts: Generalitat Valenciana |                                                     |                   |                       |                                |

## Monuments

### Monuments religiosos
- Església de Sant Pere. Ubicada a la plaça Major, enfrontada al palau senyorial, és obra academicista, iniciada en 1770, sobre antigues construccions. Una inscripció lítica marca l'any 1771 per a la finalització del reresagrari, si bé la construcció no es va beneir fins a finals de 1786, per bé que la decoració interior i la pròpia façana podrien retardar-se encara alguns anys. La façana es compon a través d'un doble cos central. Baix amb portalada dentelluda entre pilastres acanalades d'ordre toscà i un potent entaulament amb tríglifs i mètopes; i un ordre superior estructurat amb pilastres corínties que ordenen un òcul central decorat amb baixos relleus representant una tiara papal portada per dos àngels, i als laterals, dues fornícules amb imatges pètries de Sant Pere i Sant Pau. La façana està rematada per un timpà central amb balustrada. Presenta dues torres bessones, dividides en tres cossos, el superior de campanes, obert a les quatre cares amb arcs de mig punt allargassats i remat amb balustrada decorada amb pinacles i boles. Presenta capelles entre els contraforts, amb una elevada cúpula sobre tambor, coberta amb rajoleria vidriada blava. El seu interior, academicista, presenta una planta de nau única amb creuer i volta de canó amb llunetes. Destaca un plàstic reresagrari ordenat en tres trams, amb cupulí central. Sobre el creuer s'alça una esvelta cúpula, ordenada amb pilastres. L'interior del temple estigué decorat amb quadres del famós pintor Vicent López Portaña (1772-1850), desapareguts després de l'incendi sofert durant la Guerra Civil Espanyola, junt amb un magnífic retaule major, del que ha quedat constància fotogràfica. Al temple es conserven alguns elements d'orfebreria religiosa des del segle xvi.

- Ermita de la Mare de Déu dels Desemparats és una capella d'una sola nau que té un cos addicional a l'esquerra amb un sostre i dues finestres amb reixes. L'ermita està presidida per la Mare de Déu i alberga llenços menuts obra de Maria Rodrigo. El temple original va ser derruït l'any 1937 i amb la voluntat d'alguns veïns va ser inaugurat l'actual en 1961.

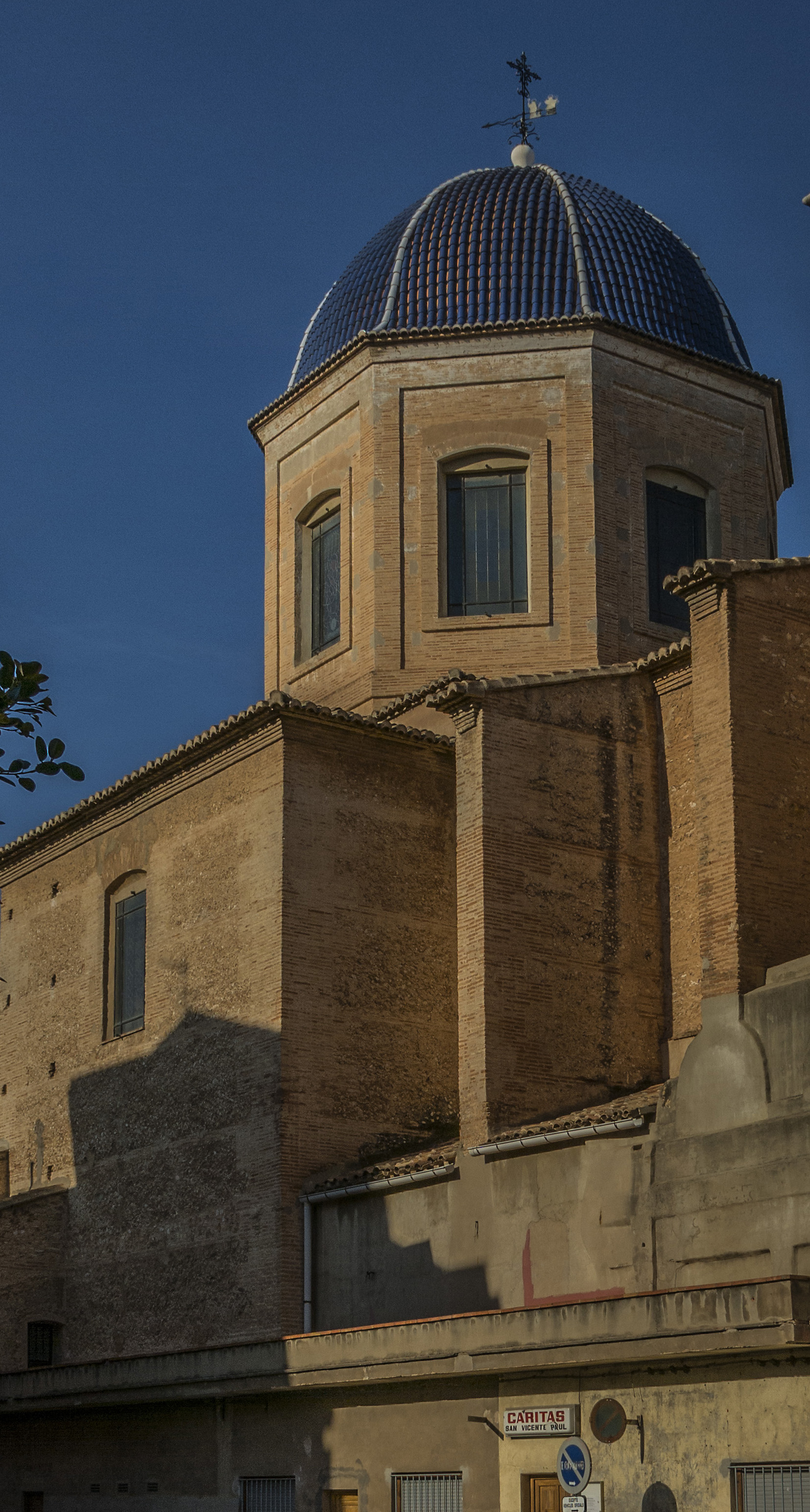
Cúpula de l'església de Sant Pere
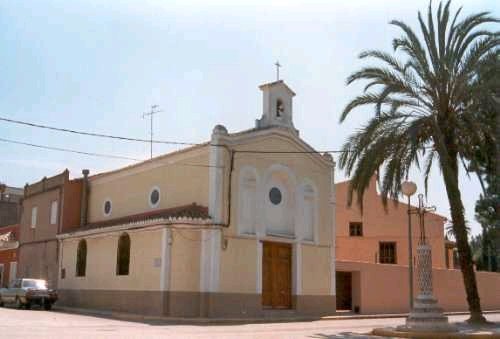
Ermita de la Mare de Déu dels Desemparats

### Monuments civils
- Torre de la Plaça, Magnífic exemplar que es conserva de les anomenades torres d'espera i defensa de l'època islàmica. La seua construcció es podria remuntar al període almohade (segles XI al XIII). Va formar part del cinturó defensiu de la ciutat de València, al costat de les torres d'Espioca, Silla, Almussafes, Mussa, etc.., i va ser també usada per a refugi dels habitants de les alqueries de la rodalia. També ha tingut usos com a graner i presó. L'amplària de la torre en la part inferior és d'uns onze metres en cadascun dels quatre costats. Té un total de quatre plantes amb una altura total aproximada de 23 metres. La part superior està coronada per set merlets en cada costat. Les seues dimensions la situen entre les torres conservades més grans existents al País Valencià.

- Torre Mussa o de l'Horta. D'origen clarament islàmic, malgrat no haver-hi documentació històrica, es pot datar als segles XI o XII. Construïda amb pedra i morter de calç, s'estructurava amb quatre balcons matacà a les cantonades superiors i altre sobre l'elevada porta d'entrada. Al seu interior, modificat, es conserven arcades medievals que sostenen l'estructura, després de desaparéixer les plantes, hui derruïdes. Es caracteritza per presentar un bon nombre de forats circulars, la qual cosa ens demostra la seua adaptació posterior com a torre colomer, una vegada perduda la seua funció com a torre de guaita.

- Celler medieval. Soterranis associats a la casa palau, sota la plaça Major, construïts mitjançant arcades pètries apuntades, d'estil gòtic, que suporten una galeria amb realçats laterals, no totalment excavat. Al fons de la galeria arquejada es pot observar un aljub. La seua construcció es pot datar entre els segles xv i XVI. A la documentació històrica es descriu sovint com a “celler” per a l'abastiment del palau senyorial. Comuniquen amb el pou que es trobava a la mateixa Plaça Major.
- Casa-Palau dels Falcó. Encara que és coneguda popularment com a casa dels Falcó de Belaochaga, senyors de Benifaió des de 1612, per l'heràldica de la família que lluïx la cantonada, pertangué anteriorment als Jofré, i a l'interior es poden trobar encara estructures clarament gòtiques. Va estar edificada entorn de la torre ja existent, el que li donava un aspecte de fortificació medieval, motiu pel qual també va rebre el nom de “casa-castell” o simplement castell. En 1849 l'Alcaldía adquirí una part substancial per a la construcció de “la Casa Ayuntamiento, locales para las escuelas de niños y niñas, habitaciones para los maestros, cárcel y habitaciones para el pregonero” motiu pel qual el que resta actualment es sols una part del complex original. La casa està blasonada amb l'escut dels Falcó, que va estar mutilada durant les revoltes camperoles de principis del segle xix.

- Llavador municipal. Construït al voltant d'un llac natural a la Font de la Carrasca, que proporcionava aigua a l'est de la població. La seua funció com a safareig es documenta d'antic, com apareix al plànol de Pérez de Rozas de 1879, que es conserva a l'arxiu de la Séquia Reial del Xúquer. La nova instal·lació, amb coberta de teula i un senzill oval amb escorredores, s'inaugurà en 1923[41] i es convertí en l'espai de sociabilitat per excel·lència de les dones que hi acudien a llavar, fins a l'aparició de la llavadora. Ara en desús com a llavador, ha estat transformat en un parc. A l'accés es troba una creu, alçada en 1901, commemorativa de l'entrada del nou segle. Al mes d'agost, s'hi celebrar el tradicional “pato” a les seues instal·lacions.
- Mercat Municipal. Construït en estil racionalista, sota els plànols de l'arquitecte suecà Emili Artal,[42] concebut sota preceptes higienistes. A la portada es troba un delicat relleu de l'escultor Vicent Beltran Grimal, d'inspiració Decó,  com les seues làmpares i decoració interior. Va ser inaugurat en 1929, i es va convertir immediatament en un edifici emblemàtic del poble.

- Plaça de la Ribera. Situada a la fita amb la veïna localitat d'Almussafes, Ribera Baixa, alberga una escultura en commemoració del XXV aniversari de les Trobades d'Escoles en Valencià.

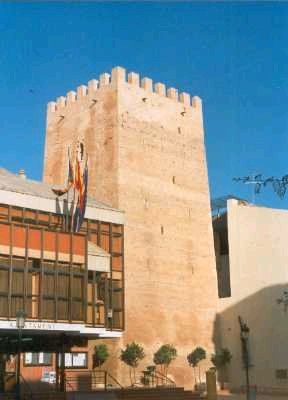
Torre de la Plaça
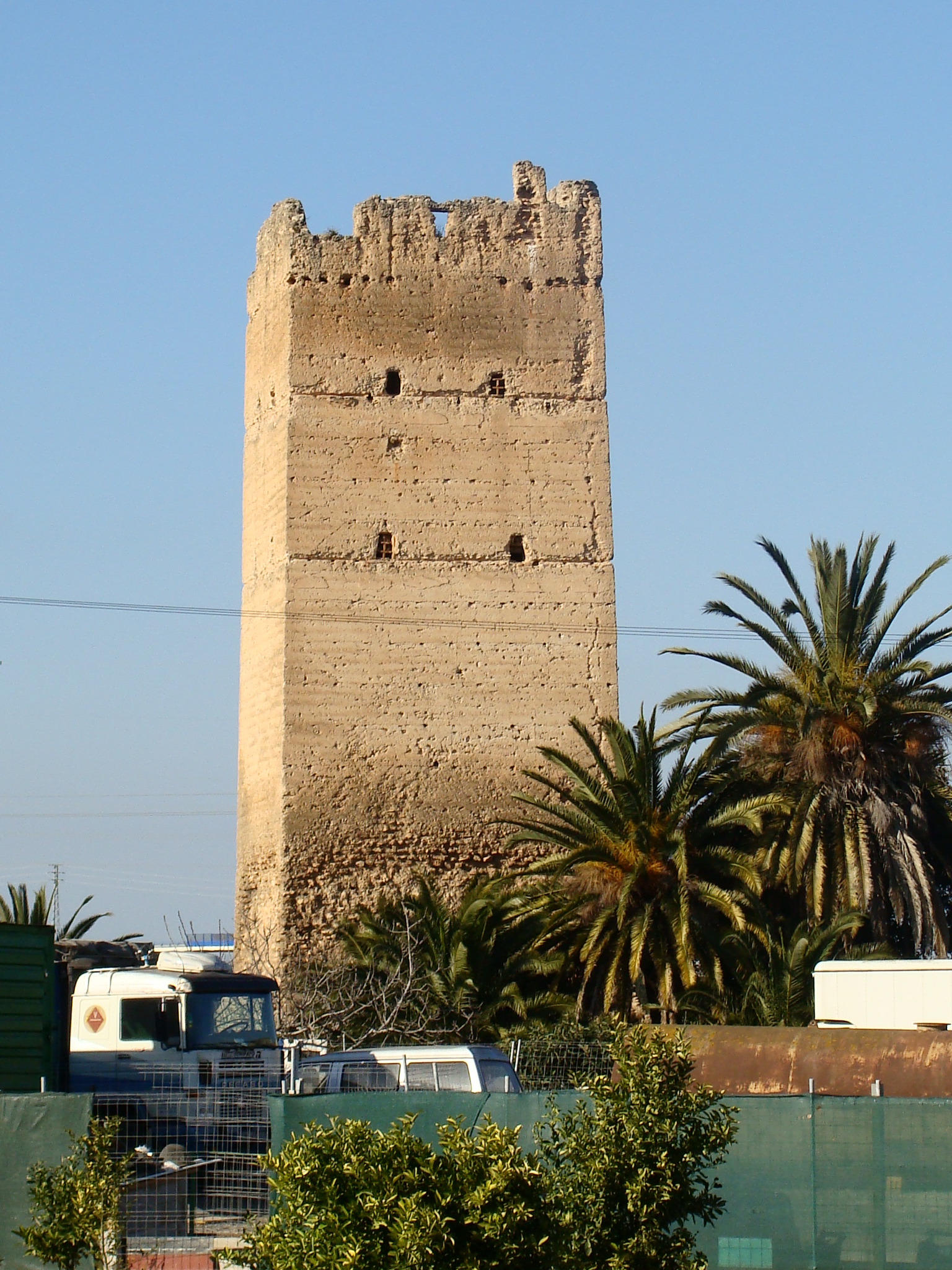
Torre Mussa o de L'Horta
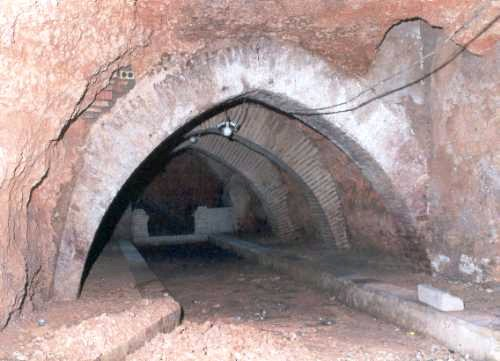
Subterranis medievals

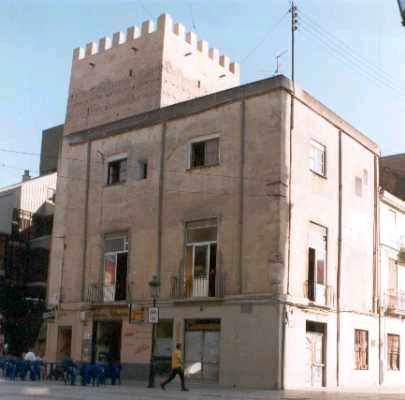
Casa-Palau dels Falcó
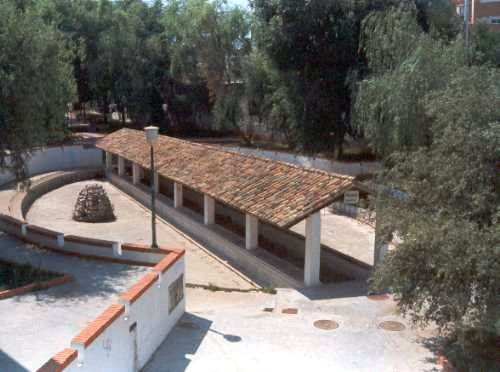
Llavador municipal
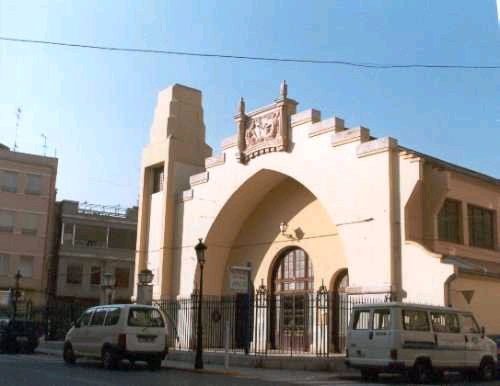
Mercat municipal

## Cultura
A Benifaió té la seu la Fundació Sambori, creadora dels prestigiosos Premis Sambori de narrativa escolar en valencià, i des de fa alguns anys, també universitària.

## Festes

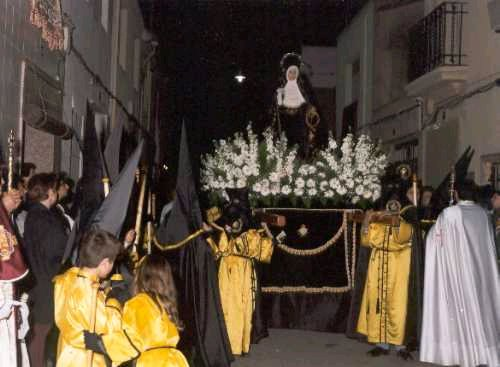
Processó de la Dolorosa de la Setmana Santa de Benifaió

- Sant Antoni Abat: Se celebra el 17 de gener. En el seu nom es fa la foguera i al diumenge següent els actes tradicionals: processons, benedicció de les calderes d'arròs i els monumentals pans beneïts. Després es fa la benedicció dels animals.
- Falles: L'inici de la tradició fallera a Benifaió data de l'any 1932.[43] La nova etapa comença en 1976. Actualment hi ha cinc falles: Falla Arturo Más, Falla Santa Bàrbara, Falla Mitja Capa, Falla Sant Josep i Falla la Verge. Entre els artistes fallers de la localitat destaca Regino Más.
- Setmana Santa: Des de 1988[44] se celebren alguns actes organitzats per les quatre confraries existensts: Confraria Jesús Natzaré, Confraria Crist de la Fe, Germandat Mare Dolorosa de la gran Esperança i Confraria Sant Sepulcre.
- Fira de Pasqua: Se celebra al mes d'abril. Un costum destacable és el d'eixir en colles pasqüeres per a berenar la tradicional “mona” de Pàsqua.
- Festes Patronals: Se celebren del 15 al 22 d'agost. Es dediquen a la Mare de Déu d'Agost, Sant Roc, Sant Caietà, Sant Isidre, la Divina Aurora i Santa Bàrbara.
- Festa dels fadrins. Dedicada a la Divina Aurora, amb la històrica Processó del Foc. Festa d'especial rellevància, se celebra amb les aportacions recaudades pels joves en edat de realitzar el servei militar. Els seus clavaris (els quintos) organitzen durant tot l'any diverses activitats, entre les quals es pot destacar per la seua antiguitat el tradicional “cant del Rosari de l'Aurora”. Festivitat que es relaciona històricament amb el culte a la Verge del Rosari, la confraria, documentada en el segle xviii, amb memòria de celebrar-se des del segle xvii, acollia als joves al complir els set anys i era la principal festivitat de la població. En l'actualitat se celebra el dia 20 d'agost, quan la pólvora inunda la població, disparant-se una tradicional mascletà a migdia, i una ancestral “Processó del Foc” de nit, en la que els clavaris i veïns canvien els ciris pels coets “borratxos”, que són portats amb tenalles i que emmarquen l'itinerari processonal pels carrers del poble. La processó culmina amb una impressionant “entrada” davant el temple parroquial, on els clavaris creen un espectacular arc de foc pel que passa la imatge de la Divina Aurora per a introduir-se dins el temple, amb profusió de focs d'artifici. La festivitat sol culminar amb una “cordà” nocturna. Per la seua peculiaritat, la seua història i la seua espectacularitat, s'ha sol·licitat per a la Processó del Foc la declaració de Bé d'Interés Cultural Immaterial de Rellevància Local.
- Festa Major dedicada a la patrona Santa Bàrbara, tanca el cicle de les festes patronals, el dia 22 d'agost, amb diversos actes institucionals i una processó en la que participen molts dels col·lectius locals, finalitzant com és tradicional amb un gran castell de focs.

## Societat
Poble amb tradició emigrant, a mitjan segle xx moltes famílies benifaioneres abandonaren el poble per anar a viure i treballar fora de l'Estat Espanyol. Un gran nombre de gent trobà una nova llar al municipi provençal de Monteux. Algunes famílies encara viuen allí i fins i tot s'han proposat agermanaments entre les dues viles, que mai no s'han acabat de concretar.

## Gastronomia
De la gastronomia de Benifaió destaquen els arrossos, en paella, al forn o en putxero. La paella té diverses especialitats, com la de la carn, peix, col i costelles; verdures i caragols... Dels arrossos caldosos, el de "fesols i naps"; dels fets al forn, el de "panses i cigrons". També "l'olla de Nadal" amb "pilota" de magre, que també podem trobar a la Paella.
Dels dolços, els bunyols per Sant Josep; per Setmana Santa, l'arnadí o carabassa santa; en Pasqua la coca boba i les "coques escudellades". També són populars la "coca de llanda" (que no és la mateixa que la boba), i els pastissets de moniato o "encarats", per Nadal.

## Personatges destacats
- Adelina Domingo (1882 - 1905), violinista.
- Lluís Morote i Greus (1864 - 1913), escriptor, periodista i polític del regeneracionisme.
- Josep Rovira Mari "el Torçalo" (1888 - 1961), pintor i escenògraf teatral i de cinema.
- Paco González Sanchis (1914 – 2007), motociclista guanyador del premi d'Espanya 10 vegades.
- Salvador Botella (1929 - 2006), ciclista professional.
- José Huguet Chanzá (1931 - 2025), investigador i col·leccionista de fotografia valenciana.
- Salvador Guaita Piles (1931 - 2015), artista faller.
- Salvador Rosa Gómez (1937), ciclista professional.
- Josep Chaqués (1949), mestre i activista cultural.
- José Ramón Espuig Escrivá (1957), artista faller.
- Pascual Piles Ferrando (Benifaió 1944 - Saragossa 2021), superior de la ordre de Sant Joan de Déu (1994-2006). Premi Ciutat de Benifaió de l'any 2016.[45]
- José Maiques Campos (1923 - 2003)
- Regí Más i Marí (1899 - 1968), artista faller i escenògraf[46]

## Premis Ciutat de Benifaió
- 2016. Pascual Piles Ferrando i COHOCA.

- 2017. Francesc Beltrán López i Societat Artístic Musical.

- 2018. Josep Martí Garcia i Grup Choví.

- 2019. Mª Asunción Marco Sala i Protecció Civll.

- 2021. Poble de Benifaió.

- 2022. Marian Rosa Montagud i ACEB.

- 2023. Ernestina Martínez Miquel, i Penyes "El Coet" i "El Xiflec"
- 2024. Salvador Rovira Llorens, i Foto-Estudio Maiques.